# Абрановце
Абрановце (слч. Abranovce) насељено је мјесто са административним статусом сеоске општине (слч. obec) у округу Прешов, у Прешовском крају, Словачка Република.

## Становништво
| Година:    | 1994. | 2004.   | 2014.    | 2024.    |
| ---------- | ----- | ------- | -------- | -------- |
| Број људи: | 510   | 548     | 644      | 734      |
| Разлика:   |       | +7,45 % | +17,51 % | +13,97 % |

| Година:    | 2023. | 2024.   |
| ---------- | ----- | ------- |
| Број људи: | 715   | 734     |
| Разлика:   |       | +2,65 % |

Према подацима о броју становника из 2024. године насеље је имало 734 становника.